# Irrédentisme polonais

Carte de la Grande Pologne telle que prônée par les nationalistes polonais.

L'irrédentisme polonais ou la Grande Pologne est un terme appliqué à certains courants du nationalisme polonais. Il s'agit d'une philosophie irrédentiste revendiquant que tous les territoires peuplés de Polonais devraient faire partie de la Pologne. Jusqu'aux grands mouvements de population de l'après seconde guerre mondiale, il existait de nombreuses minorités polonaises en Europe orientale, ce qui pouvait servir d'argument aux nationalistes pour tracer les frontières orientales de la Pologne le plus à l'Est possible. Jusqu'à la Seconde guerre mondiale, les villes de Vilnius et de Lviv étaient majoritairement polonaises — elles sont aujourd'hui au centre du sentiment irrédentiste polonais. Les territoires polonais perdus en 1939 face à l'Union Soviétique sont aussi revendiqués par les irrédentistes polonais.

## Contexte historique

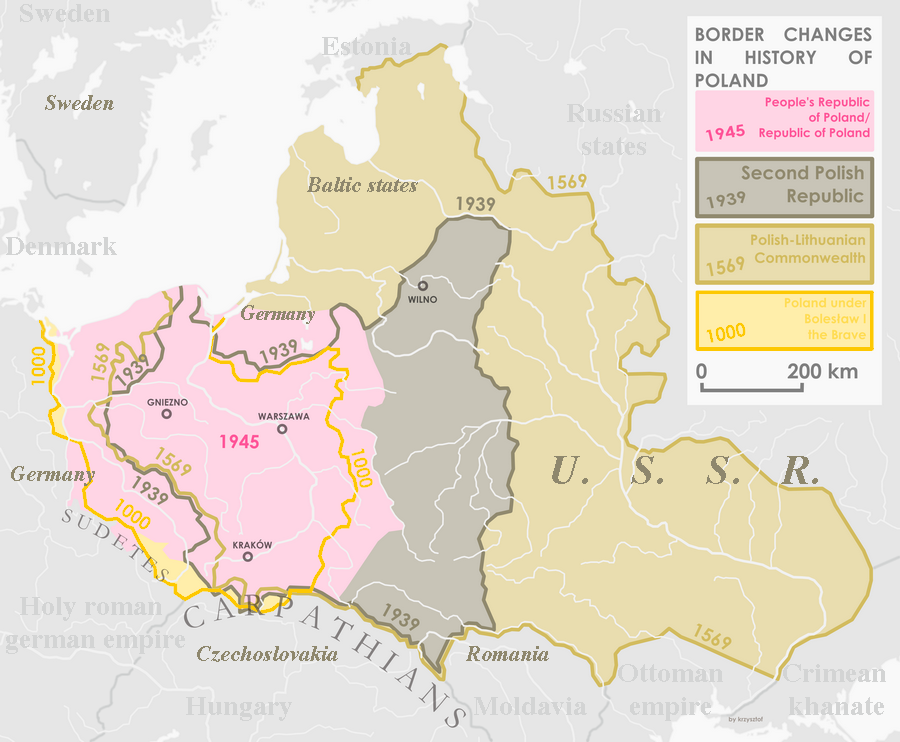
La grande variabilité historique des frontières de la Pologne.

Les frontières de la Pologne ont très fréquemment changé au cours de l'histoire du pays.
En 1385, la Pologne s'unit au Grand-Duché de Lituanie, prélude à son âge d'or économique, politique et culturel. À cette époque, l'union polono-lituanienne englobait un territoire beaucoup plus vaste que celui de la Pologne actuelle, grâce notamment aux succès militaires contre l'ordre teutonique et à son expansion vers le sud et l'est. La république des Deux Nations devient le plus vaste pays d'Europe. Cependant, après deux siècles d'affaiblissement politique, le pays finit par succomber à ses voisins plus puissants et disparaît en 1795 de la carte d'Europe pour 123 ans.
Au XIXe siècle, on assiste à une montée significative du nationalisme polonais. Des patriotes tels qu'Adam Mickiewicz et Adam Jerzy Czartoryski cherchent à libérer la Pologne de l'oppression russe et allemande à travers une intense activité politique et culturelle. Alors que les Russes et les Allemands devenaient de plus en plus répressifs et brutaux envers les Polonais, le sentiment nationaliste se colore également d'irrédentisme, tel que l'exprime par exemple Mickiewicz dans son ouvrage Pan Tadeusz, qui rêve de restaurer l'union polono-lituanienne. Néanmoins, ce n'est qu’au XXe siècle que le sentiment irrédentiste ne devient majoritaire parmi les nationalistes polonais.

## Évolutions auXXesiècle

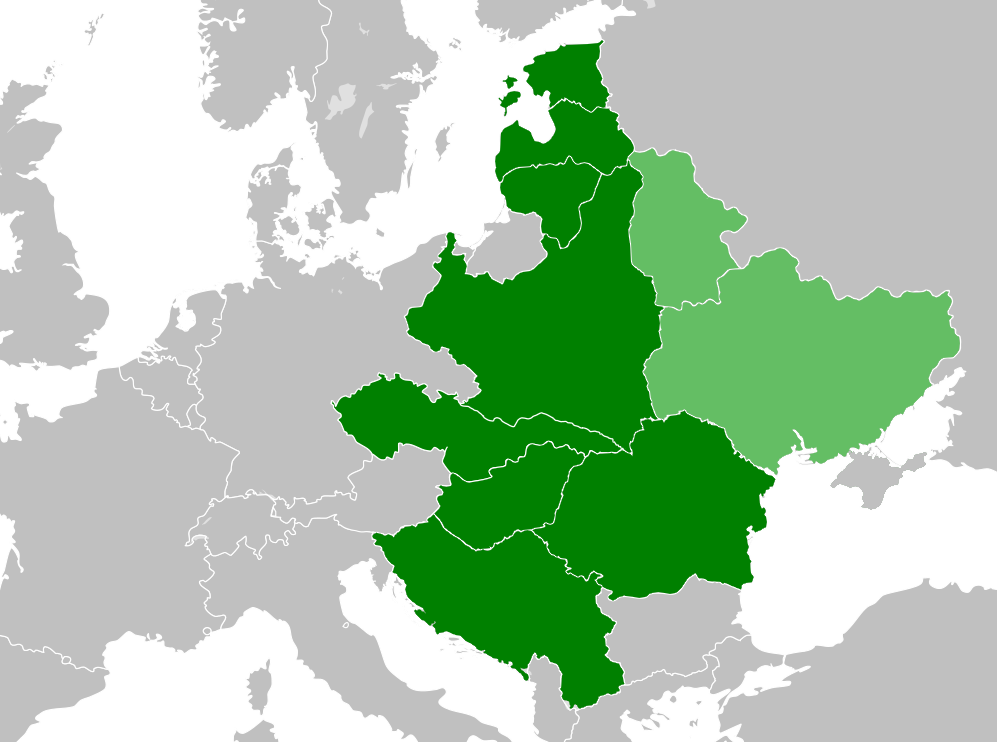
La Fédération Miedzymorze telle que proposé par Józef Piłsudski.

Parmi les premiers irrédentistes polonais de cette époque figurait Józef Piłsudski, père du concept de la fédération Intermarium, qui cherchait à créer un État indépendant uni en Europe centrale qui pourrait dissuader l'impérialisme allemand et russe et faire en quelque sorte revivre la défunte  république des Deux Nations. Piłsudski travaille à ce projet avec l'aide de différents groupes polonais, ukrainiens, biélorusses, lituaniens, tchécoslovaques et roumains pour capitaliser et concrétiser son projet. Il devient ainsi en quelque sorte l’un des premiers irrédentistes polonais modernes.
Cependant, son plan s’est heurté à des hostilités sans précédent. Les Ukrainiens, les Tchèques et les Lituaniens, en particulier, n'ont pas soutenu le projet et l'ont considéré comme une émanation d'impérialisme polonais. L'Entente était très critique et méfiante à l'égard de Piłsudski et sous-estimait la menace que représentait la toute jeune URSS. Pendant ce temps, les Soviétiques considéraient le plan de Piłsudski comme une menace pour leur programme et juraient de le contrecarrer. Même les grands irrédentistes polonais comme Roman Dmowski, qui cherchait pourtant également à étendre le territoire polonais, n'ont apporté que très peu de soutien à l'idée fédérale, car celle-ci nécessitait la polonisation des territoires pour réussir. Les guerres pono-ukrainienne, polono-tchécoslovaque, polono-lituanienne et polono-soviétique, au cours desquelles la Pologne a annexé de nombreux territoires, dont la capitale lituanienne Vilnius, ont ébranlé tout espoir d'une éventuelle fédération Intermarium, même après que Piłsudski ait renversé le gouvernement civil en 1926.
Malgré cela, les efforts visant à renforcer l'irrédentisme polonais se sont poursuivis, visant à redonner à la Pologne ressuscitée ses frontières d'avant 1772. Pendant l'entre-deux-guerres, Piłsudski tente de renforcer le contrôle polonais sur les minorités de ses territoires nouvellement acquis en remplaçant l'assimilation ethnique par une « assimilation d'État », où les citoyens seraient jugés sur leur loyauté envers l'État. Cependant, les tensions avec les minorités s'accroissent alors que la Pologne doit faire face à une résistance agitée de la part des Ukrainiens en Galicie polonaise et que les attaques croissantes de l'Organisation des nationalistes ukrainiens contre des fonctionnaires et des colons polonais aggravent les tensions et les hostilités. La Pologne rencontre également des problèmes avec sa minorité allemande en Silésie, ainsi qu'avec les Lituaniens et les Biélorusses à l'est.

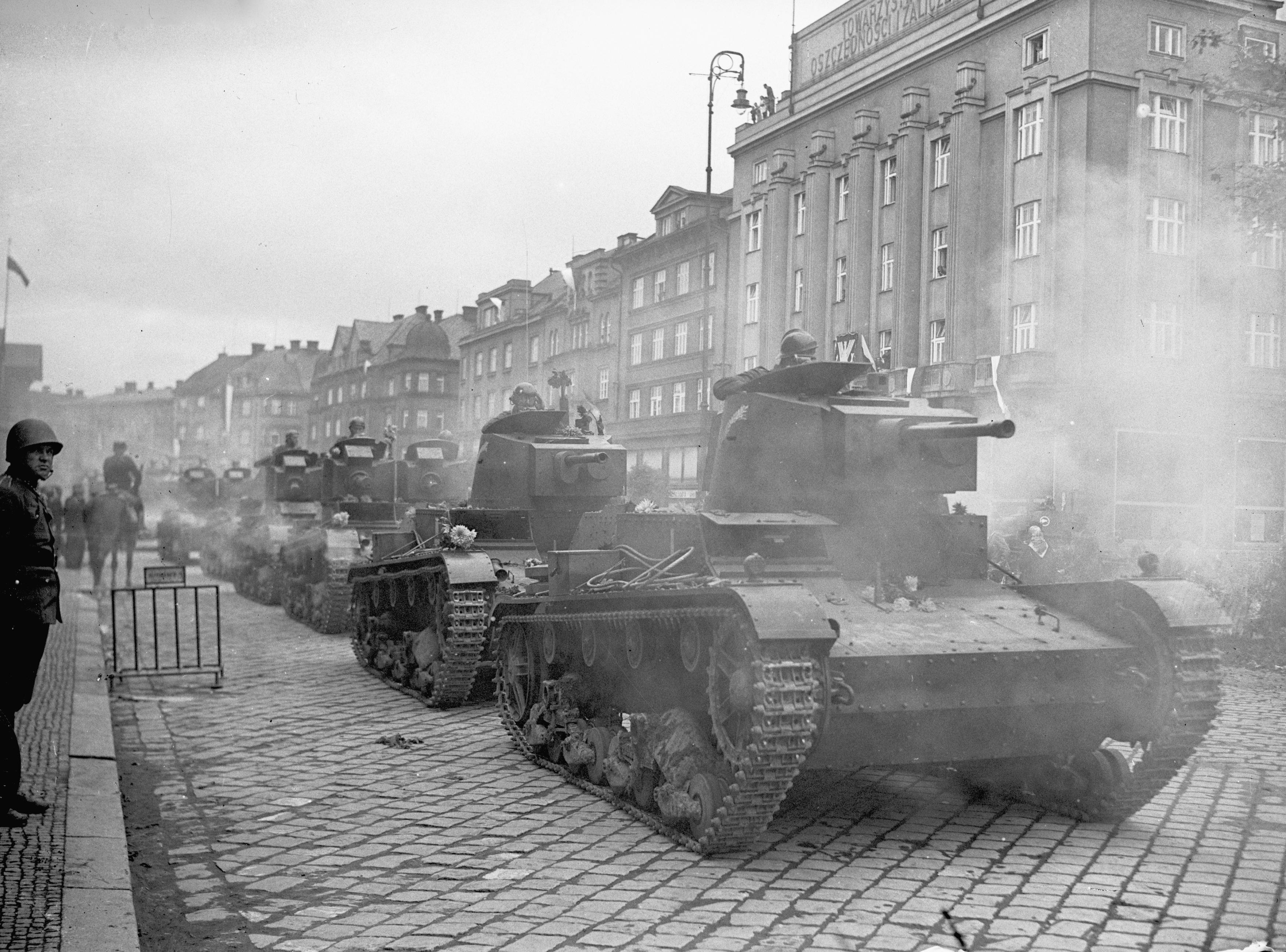
L'armée polonaise entre dans Český Těšín en 1938.

En 1938, la Pologne profite des volontés expansionnistes allemandes contre la Tchécoslovaquie pour annexer le territoire de Zaolzie. Celle-ci est justifiée par la Pologne comme un moyen de protéger la minorité polonaise, mais a été fortement critiquée en Tchécoslovaquie comme résultant de l'irrédentisme polonais. Avec la montée des tensions, le mouvement irrédentiste polonais s’est renforcé. Pourtant, cette activité fut interrompue en 1939 à la suite de l'invasion conjointe de la Pologne par l'Allemagne nazie et l'Union soviétique. Des minorités comme les Ukrainiens, les Lituaniens et les Allemands ont profité de l'occasion pour exiger leur sécession de la Pologne, ce qui a donné lieu à de fréquents conflits ethniques entre Polonais et minorités. Ces conflits ont encore intensifié la croissance de l'irrédentisme polonais et ont abouti à de nombreux massacres tout au long de la Seconde Guerre mondiale. Les Allemands et les Soviétiques tentent de jouer des tensions ethniques pour affaiblir l'irrédentisme parmi les Polonais et empêcher la Pologne de renaître. Finalement, la Pologne étant complètement détruite après la fin de la Seconde Guerre mondiale, l'Union soviétique acquiert la totalité de la région des Confins et attribue en échange des territoires précédemment allemands à la Pologne (que la propagande qualifiera de « territoires recouvrés »).
À l'époque de la République populaire de Pologne, en raison de la censure et de la répression communistes, l'irrédentisme a perd tout rôle politique. Pour la population polonaise, les méthodes répressives utilisées par les Soviétiques ont ramené l’irrédentisme polonais dans la vie polonaise, de nombreux Polonais vivant dans la région de Kresy ayant été dépossédés par les Russes et leurs alliés (Ukrainiens, Lituaniens et Biélorusses). De nombreux Polonais de ces territoires, forcés de les quitter pour vivre en Pologne, caressent le rêve de retourner à l'est, et une citation circule : « Juste une bombe atomique, et nous serons de retour à Lwów » (Jedna bomba atomowa i wrócimy znów do Lwowa). L’irrédentisme polonais a été encore renforcé par les pertes douloureuses subies par la Pologne pendant la Seconde Guerre mondiale. Les autorités communistes n'ont pas fait grand-chose pour changer les choses, car l'opinion publique polonaise était fortement accusée de collaboration envers le régime communiste et craignait que l'irrédentisme polonais n'entraîne une perspective dangereuse pour ses relations avec l'Union soviétique, plus puissante. L’irrédentisme a continué à être réprimé dans la Pologne communiste jusqu’à son effondrement en 1989.

## Irrédentisme polonais moderne
Depuis la chute du régime communiste, l’irrédentisme polonais n’a pas connu de résurgence immédiate, car les Polonais étaient soucieux de tenter de reconstruire le pays après des décennies de souffrance sous le régime communiste. La transition économique réussie de la Pologne a permis au pays d'accéder à l'Union européenne en 2004. Cependant, une certaine évolution politique au cours des années 2010 ont conduit à la renaissance de l’irrédentisme polonais, dans le sillage d’un sentiment nationaliste croissant.

### Ukraine
L'élévation par l'Ukraine des membres de l'OUN Stepan Bandera et Roman Shukhevych au statut de héros nationaux a conduit en Pologne à des appels à reprendre Lviv et la Galicie à l'Ukraine, sur fond d'accusation envers la Russie qui aurait volé l'Ukraine à la Pologne. Ces positions ont suscité des critiques de la part de l’Ukraine,,,,,,.

### Lituanie
L'irrédentisme polonais a également suscité une controverse concernant les revendications historiques polonaises sur Vilnius, l'actuelle capitale de la Lituanie, avec l'idée que la ville était majoritairement polonaise, ce jusqu'à la Seconde République polonaise,.

### Biélorussie
Le sentiment irrédentiste des nationalistes polonais attire également leur désir vers la Biélorussie, étant donné le lien culturel et historique étroit qui existe entre les deux pays. Une théorie veut que l'alphabet cyrillique employé par les Biélorusses a été inventé par les Russes pour distancer les deux peuples. Des irrédentistes polonais ont organisé une marche à Hajnówka, une ville polonaise à majorité biélorusse. Cependant, le sentiment irrédentiste est moins fort que pour les territoires ukrainiens ou lituaniens.

### Russie
Plus qu'un irrédentisme polonais à l'encontre de l'oblast de Kaliningrad à proprement parler, c'est davantage une annexion polonaise de la région qui est évoquée par les médias russes, lesquels ont accusé les autorités polonaises de se préparer à incorporer la région. Ces accusations découlent des commentaires en ligne des lecteurs d'un article publié dans le journal polonais Gazeta Wyborcza : alors que l'article lui-même ne mentionnait aucune prétendue volonté d'annexion de la Pologne, les commentaires suggéraient que l'oblast de Kaliningrad devrait appartenir à la Pologne. Les médias pro-Kremlin tels que Pravda.ru ont rapporté à tort qu'il s'agissait d'une tentative du gouvernement polonais d'annexer la région. Stanisław Żaryn, porte-parole du ministre polonais coordinateur des services spéciaux, a qualifié ces allégations de « fake news »,.

### Tchéquie
De nombreux irrédentistes polonais exigent le retour à la Pologne de la Silésie de Cieszyn et de la Zaolzie, deux régions habitée majoritairement habitées par des Polonais (en).

### Slovaquie
Au nord de la Slovaquie se trouvent deux régions, le Spisz et l'Orawa, qui appartenaient à la Seconde République polonaise avant la Seconde Guerre mondiale.

### Allemagne
La Lusace est une région de l'Est de l'Allemagne, habitée par les Sorabes, une minorité ethnique slave occidentale qui parle une langue très similaire au polonais.